# 水町弘道
水町 弘道（みずまち ひろみち、1939年（昭和14年）2月25日 - ）は、日本の郵政官僚。元九州郵政監察局長。

## 略歴
- 1962年（昭和37年）3月：東京大学法学部卒業
- 1962年（昭和37年）4月：郵政省入省
- 1979年（昭和54年）6月：郵政大臣官房電気通信参事官
- 1980年（昭和55年）6月：郵政省電気通信政策局業務課長
- 1981年（昭和56年）6月：郵政省人事局厚生課長
- 1983年（昭和58年）4月：放送大学学園放送部長
- 1986年（昭和61年）6月：中国電気通信監理局長
- 1988年（昭和63年）6月：九州郵政監察局長
- 1989年（平成元年）7月：簡易保険郵便年金福祉事業団理事
- 1991年（平成3年）7月：財団法人東京ケーブルビジョン常務理事
- 1997年（平成9年）6月：関西テレビ放送株式会社東京支社常勤顧問
- 1999年（平成11年）9月：財団法人簡易保険加入者協会専務理事
- 2000年（平成12年）6月：株式会社新興製作所専務取締役
- 2004年（平成16年）8月：日本通信株式会社監査役
- 2007年（平成19年）6月：日本通信株式会社監査役を辞任